# Tsauchab
Der Tsauchab, ein ephemerer Fluss im Westen Namibias, hat seinen Ursprung an der Südseite der Naukluftberge. Von dort verläuft er nach Westen, wo er nach 80 Kilometern durch den Sesriem-Canyon fließt und schließlich nach insgesamt 150 Kilometern im Sossusvlei im Sandmeer der Namib versickert, ohne heutzutage oberirdisch den Atlantik (in ca. 52 km Luftlinie Entfernung gelegen) zu erreichen.

## Hydrologie

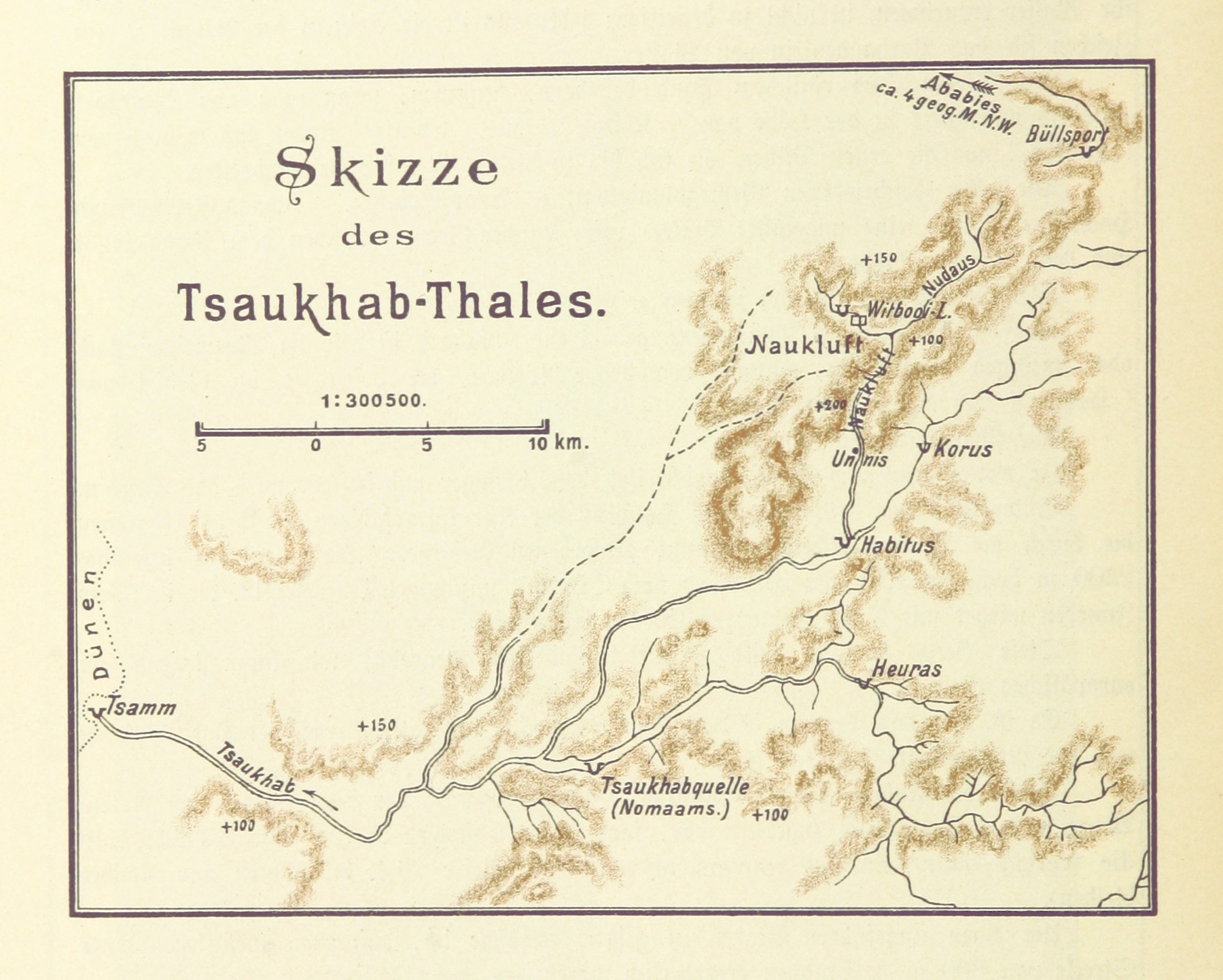
Historische Kartenskizze des Einzugsgebietes des Tsauchab aus dem Jahr 1896

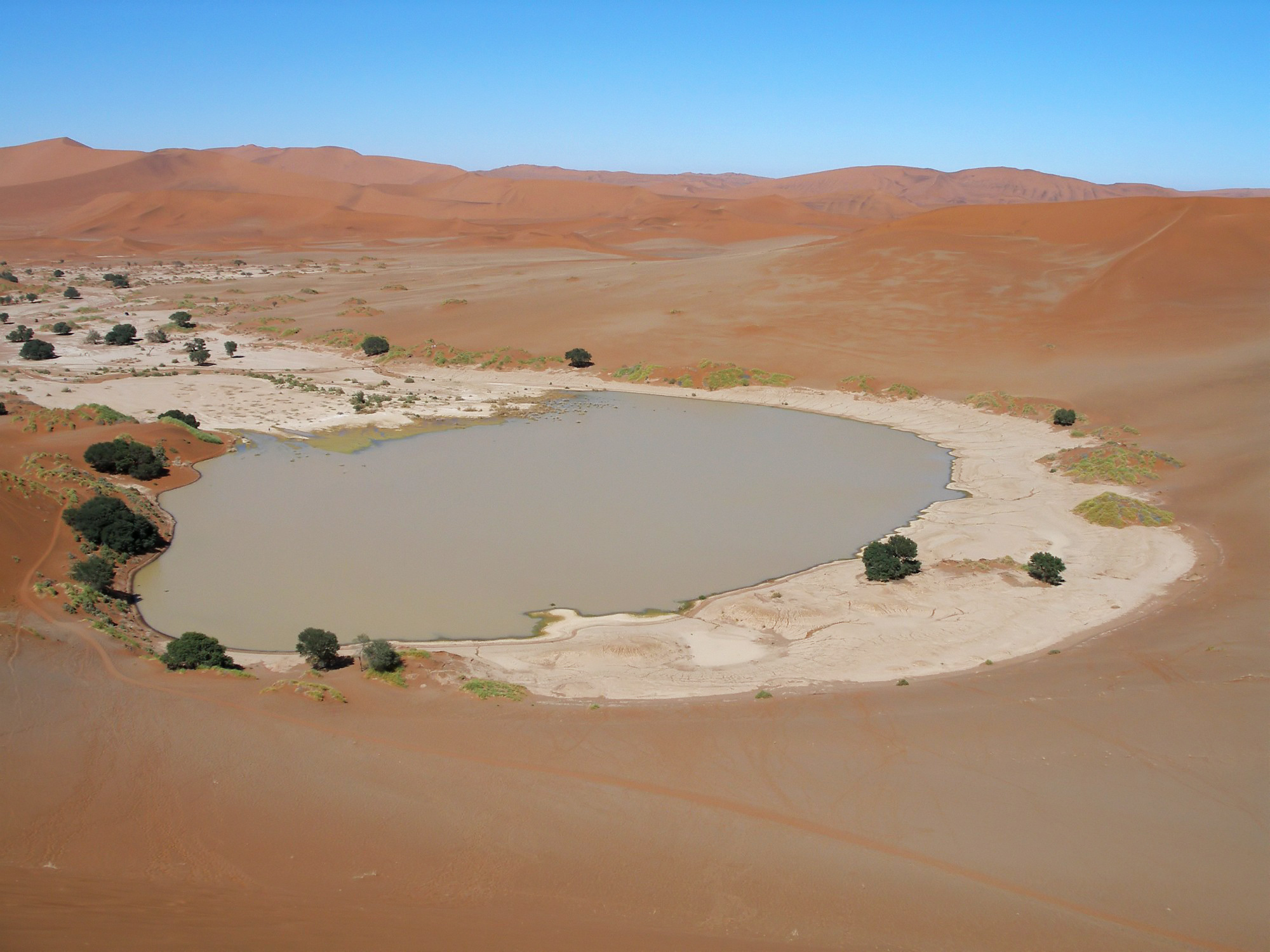
Der Fluss versandet in der Namib-Wüste im Sossusvlei, hier im Jahr 2006 nach größeren Regenfällen. Im Schnitt fällt nur einmal in mehreren Jahren genug Regen, um den See zu bilden.

Das anhand von SRTM-Daten modellierte Einzugsgebiet des Tsauchab umfasst 4431 km² und reicht vom Südrand der Naukluft im Osten über Sesriem-Canyon nach Westen bis zum Sossusvlei. Der höchste Punkt des Einzugsgebiets liegt in der Naukluft auf 1900 Meter, der Endpunkt in Sossusvlei auf 570 Meter. Der Jahresniederschlag im Einzugsgebiet variiert von 0 mm im Sossusvlei bis zu 175 mm an den Hängen der Naukluft. Nur in 60 % des Einzugsgebiets liegt der Jahresniederschlag über 100 mm. Die Niederschläge im Hinterland sind selten und sehr sporadisch, können aber gelegentlich in größeren Wassermengen resultieren, so dass das Niederschlagswasser durch den Sand gedrückt wird und der Tsauchab das Sossusvlei erreicht, das danach bis zu 18 Monate lang mit Wasser gefüllt ist. Mehrere Tage im Jahr dringt vom Benguelastrom im Atlantik Nebel in das Sandmeer der Namib bis Sesriem vor. Die sich auf den Dünen niederschlagende Feuchtigkeit bildet die Lebensgrundlagen für einige Gräser und Insekten.

## Vegetation und Fauna
23 % des Einzugsgebiets befinden sich im Bereich der Zwergstrauchsavanne, 68 % in der Savannen-Halbwüsten-Übergangszone und 9 % im Bereich der Zentralen Namib. Entlang des gesamten Tsauchabs bis zum Sossusvlei findet sich ein mehr oder weniger üppiger Galeriewald, der sich überwiegend aus Kameldorn (Acacia erioloba), Ringhülsenakazie (Acacia tortilis) und im Oberlauf aus verschiedenen Feigenarten (Ficus spp.) zusammensetzt. In der Umgebung von Sossusvlei finden sich dichte Bestände von ǃNara, auf den Dünen lockerer Bewuchs von Stipagrostis sabulicola, dessen dichtes und ausgebreitetes Wurzelnetz in der Lage ist, die sich aus dem Nebel niederschlagende Feuchtigkeit schnell aufzunehmen.
Die Tierwelt beschränkt sich wegen der hohen Aridität trotz der Vegetation auf Springböcke und Oryx sowie Kleinsäuger und Insekten. Wenn das Sossusvlei mit Wasser gefüllt ist, können sich dort auch Flamingos niederlassen.

## Nutzung und Besiedlung
Das Land oberhalb von Sesriem ist im Besitz von 40 privaten Farmen, die überwiegend auf Jagd- und Luxustourismus spezialisiert sind und keine Landwirtschaft betreiben. Die übrigen 22 % der Einzugsgebietsfläche fallen in den Namib-Naukluft-Nationalpark. Der Sesriem-Canyon und Sossusvlei mit seinen hohen Sanddünen zählen zu den bedeutendsten Touristenattraktionen Namibias.